# Трегер, Михаил Ефимович
Михаил Ефимович Трегер (род. 25 июня 1953 года в Ленинграде) — российский поэт, автор-исполнитель.

## Биография
Окончил Ленинградский электротехнический институт им. В. И. Ульянова-Ленина (1976). Инженер электронной техники. Работал в объединении «Светлана» инженером-технологом. В настоящее время работает главным технологом на одном из предприятий.

## Авторская песня
Песни начал писать в 1971 г. на свои стихи, взяв в руки шестиструнную гитару в стройотряде. Первая песня — «Гимн строительных отрядов» (1971), а первой серьёзной считает песню «Омар Хайям» (1974).
Дважды лауреат Грушинского фестиваля (1977, 1979), лауреат ряда республиканских фестивалей, член жюри и руководитель творческих мастерских на многих фестивалях.
Выпустил несколько компакт-дисков своих песен.
В 2008 году вышла книга песен, стихов и прозы «Выбираю наугад».
Был на гастролях в Израиле и США.
С 2008 года ведёт «Мастерскую авторской песни» при клубе АП «Четверг» (совместно с Ал. Дудиным и Д.Коломенским).

## Песни
Автор примерно 240 стихов и песен (на 10.12.2009). Наиболее известные песни:
- Выбираю наугад (1993)
- Голубой лев (С времён давнишних вслед за мной) (1978)
- Для того, чтоб разжечь костёр (1989)
- Мы — не в прошлом, а прошлое — в нас (1998)
- Никого нельзя жалеть (1983)
- Омар Хайям (На свете мудрый старец жил) (1974)
- Песенка Дракона и топлы (Сколько ручьев прибежало к реке) (1982)
- Песенка Пожилого Карлсона (Малыш, мой Малыш, здесь на крыше холодные ветры) (1987)
- Песня Бит Боя, приносящего счастье (Ну что ж, корабль готов) (1979)
- Посвящение молодёжи 60-х (Где вы теперь, увлечённые мальчики?) (1981)
- Посвящение молодёжи 40-х (Мы вряд ли были страшны врагам) (1985)
- Посвящение молодёжи 80-х (Над Ленинградом тучи встали) (1985)
- Романс (Смотрят птицы с высоты — вниз) (1985)
- Маятник (В круговерти трамвайной и маетной) (1996)
- Песенка о странном трамвае (Откуда он взялся, тот странный трамвай) (1980)
- Ночной полёт (Ночь над землёй холодом дышит) (1978)
- Прощай (Настанет день, а может, вечер) (1984)

### Основные ссылки
- Официальный сайт